# Julija Alekszandrovna Guscsina
Julija Alekszandrovna Guscsina (oroszul: Юлия Александровна Гущина; Novocserkasszk, 1983. március 4. –) olimpiai ezüstérmes, világbajnok orosz atléta, futó.

## Pályafutása
Sikerei nagy részét hazája váltójával érte el. Első jelentős nemzetközi versenyen szerzett érme a 2002-es junior világbajnokságról való, ahol harmadik lett a négyszer négyszázas orosz váltó tagjaként. Egy évvel később, a junior Európa-bajnokságon már aranyérmes lett ebben a számban, 2006-ban pedig már a felnőtt kontinensbajnokságon is győzni tudott, ott azonban négyszer százon.
A 2008-as fedett pályás világbajnokságon négyszer négyszázon aranyérmes volt, majd öt hónappal később részt vett élete első olimpiáján, Pekingben. A játékokon három versenyszámban indult, és mindegyikben eljutott a döntőig. Egyéni négyszázon mindössze nyolc századdal maradt el Sanya Richards mögött és lett negyedik. A négyszer százas váltóval olimpiai bajnok lett, miután társaival, Alekszandra Fedorivával, Julija Csermosanszkajával és Jevgenyija Poljakovával 42,31 másodperc alatt teljesítette a távot. Csermosanszkaja doppingvétsége miatt azonban a váltó eredményét utólag törölték. Guscsina a négyszer négyszázas váltóval is érmet szerzett: abban a versenyszámban a második helyezett orosz csapatnak volt tagja.
A pekingi olimpiai játékok óta sokáig nem ért el jelentősebb sikereket, majd a 2012-es londoni olimpián ismét ezüstérmet szerzett 4 × 400 m-en az orosz váltóval.

## Egyéni legjobbjai
| Versenyszám          | Időredmény | Szélsebesség | Helyszín    | Dátum               |
| Szabadtér            | Szabadtér  | Szabadtér    | Szabadtér   | Szabadtér           |
| -------------------- | ---------- | ------------ | ----------- | ------------------- |
| 100 méteres síkfutás | 11,13 s    | +1,7 m/s     |             | 2006. június 24.    |
| 200 méteres síkfutás | 22,53 s    | -1,1 m/s     | Helsinki    | 2005. augusztus 10. |
| 400 méteres síkfutás | 49,28 s    | –            | Csebokszári | 2012. július 5.     |
| Fedett               |            |              |             |                     |
| 60 méteres síkfutás  | 7,24 s     | –            | Volgográd   | 2007. január 21.    |
| 200 méteres síkfutás | 22,82 s    | –            | Moszkva     | 2006. január 24.    |
| 300 méteres síkfutás | 36,93 s    | –            | Liévin      | 2010. március 5.    |
| 400 méteres síkfutás | 51,26 s    | –            | Moszkva     | 2006. február 17.   |